# Джонсон (Арканзас)
Джонсон (англ. Johnson) — город, расположенный в округе Вашингтон (штат Арканзас, США) с населением в 2319 человек по статистическим данным переписи 2000 года.
В Джонсоне родился Амарильо Слим — профессиональный игрок в покер, но живёт в Амарилло.

## География
По данным Бюро переписи населения США город Джонсон имеет общую площадь в 8,03 квадратных километров, водных ресурсов в черте населённого пункта не имеется.
Город Джонсон расположен на высоте 365 метров над уровнем моря.

## Демография
По данным переписи населения 2000 года в Джонсоне проживало 2319 человек, 638 семей, насчитывалось 928 домашних хозяйств и 990 жилых домов. Средняя плотность населения составляла около 290 человек на один квадратный километр. Расовый состав Джонсона по данным переписи распределился следующим образом: 91,55 % белых, 1,42 % — чёрных или афроамериканцев, 0,69 % — коренных американцев, 2,11 % — азиатов, 0,09 % — выходцев с тихоокеанских островов, 2,46 % — представителей смешанных рас, 1,68 % — других народностей. Испаноговорящие составили 3,19 % от всех жителей города.
Из 928 домашних хозяйств в 37,6 % — воспитывали детей в возрасте до 18 лет, 55,5 % представляли собой совместно проживающие супружеские пары, в 10,1 % семей женщины проживали без мужей, 31,3 % не имели семей. 22,7 % от общего числа семей на момент переписи жили самостоятельно, при этом 4,1 % составили одинокие пожилые люди в возрасте 65 лет и старше. Средний размер домашнего хозяйства составил 2,49 человек, а средний размер семьи — 2,98 человек.
Население города по возрастному диапазону по данным переписи 2000 года распределилось следующим образом: 27,8 % — жители младше 18 лет, 10,3 % — между 18 и 24 годами, 42,8 % — от 25 до 44 лет, 13,6 % — от 45 до 64 лет и 5,5 % — в возрасте 65 лет и старше. Средний возраст жителей составил 29 лет. На каждые 100 женщин в Джонсоне приходилось 91,3 мужчин, при этом на каждые сто женщин 18 лет и старше приходилось 87,6 мужчин также старше 18 лет.
Средний доход на одно домашнее хозяйство в городе составил 44 556 долларов США, а средний доход на одну семью — 51 618 долларов. При этом мужчины имели средний доход в 35 189 долларов США в год против 25 625 долларов среднегодового дохода у женщин. Доход на душу населения в городе составил 21 502 доллара в год. 5,4 % от всего числа семей в городе и 7,6 % от всей численности населения находилось на момент переписи населения за чертой бедности, при этом 10,2 % из них были моложе 18 лет и 9,6 % — в возрасте 65 лет и старше.